# Světový pohár v biatlonu 2026/2027
Světový pohár v biatlonu 2026/2027 bude 50. ročníkem světového poháru pořádaným Mezinárodní biatlonovou unií (IBU).
Hlavní událostí tohoto ročníku bude mistrovství světa v únoru 2027, pro které bude využit areál v Otepää, kde se bude mistrovství světa konat poprvé.
Podle rozpisu začne sezona světového poháru 24. listopadu ve finském Kontiolahti a skončí 21. března v norském Holmenkollenu. Jedním z podniků budou i závody v Novém Městě na Moravě v lednu 2027.

## Program
| Místo konání         | Datum konání                     | Sprint | Stíhací závod | Závod s hromadným startem | Vytrvalostní závod | Štafeta | Smíšená štafeta | Smíšený závod dvojic |
| -------------------- | -------------------------------- | ------ | ------------- | ------------------------- | ------------------ | ------- | --------------- | -------------------- |
| Kontiolahti          | 24.–29. listopadu 2026           |        |               |                           |                    |         |                 |                      |
| Hochfilzen           | 1.–6. prosince 2026              |        |               |                           |                    |         |                 |                      |
| Annecy               | 8.–13. prosince 2026             |        |               |                           |                    |         |                 |                      |
| Pokljuka             | 31. prosince 2026 –3. ledna 2027 |        |               |                           |                    |         |                 |                      |
| Ruhpolding           | 5.–10. ledna 2027                |        |               |                           |                    |         |                 |                      |
| Anterselva           | 12.–17. ledna 2027               |        |               |                           |                    |         |                 |                      |
| Nové Město na Moravě | 19.–24. ledna 2027               |        |               |                           |                    |         |                 |                      |
| Otepää               | 8.–21. února 2027                |        |               |                           |                    |         |                 |                      |
| Oberhof              | 2.–7. března 2027                |        |               |                           |                    |         |                 |                      |
| Östersund            | 9.–14. března 2027               |        |               |                           |                    |         |                 |                      |
| Holmenkollen         | 16.–21. března 2027              |        |               |                           |                    |         |                 |                      |
| Celkově              |                                  |        |               |                           |                    |         |                 |                      |